# Pseudohydromys
Pseudohydromys (Rümmler, 1934) è un genere di Roditori della famiglia dei Muridi.

## Descrizione

### Dimensioni
Al genere Pseudohydromys appartengono roditori di piccole dimensioni, con lunghezza della testa e del corpo tra 70 e 115 mm, la lunghezza della coda tra 72 e 113 mm e un peso fino a 29,5 g.

### Caratteristiche craniche e dentarie
Il cranio è lungo, stretto, leggermente appiattito e presenta un rostro più o meno accorciato ed affusolato, una scatola cranica con la parte posteriore allargata e le bolle timpaniche relativamente ingrandite. I fori palatali anteriori sono corti e larghi, con le estremità arrotondate. Gli incisivi sono giallo-arancioni e lisci, quelli superiori possono assumere diverse inclinazioni tra le varie specie (Fig.1), mentre quelli inferiori sono lunghi e curvati all'insù. Sono presenti su ogni semi-arcata due o soltanto un molare, caratteristica quest'ultima unica tra tutti i roditori, presentano generalmente tre radici in quelli superiori eccetto che nel P.ellermani Group dove ne sono presenti soltanto due, e un paio in quelli inferiori. La superficie occlusiva ha la caratteristica disposizione delle cuspidi a bacino.
Sono caratterizzati dalla seguente formula dentaria:

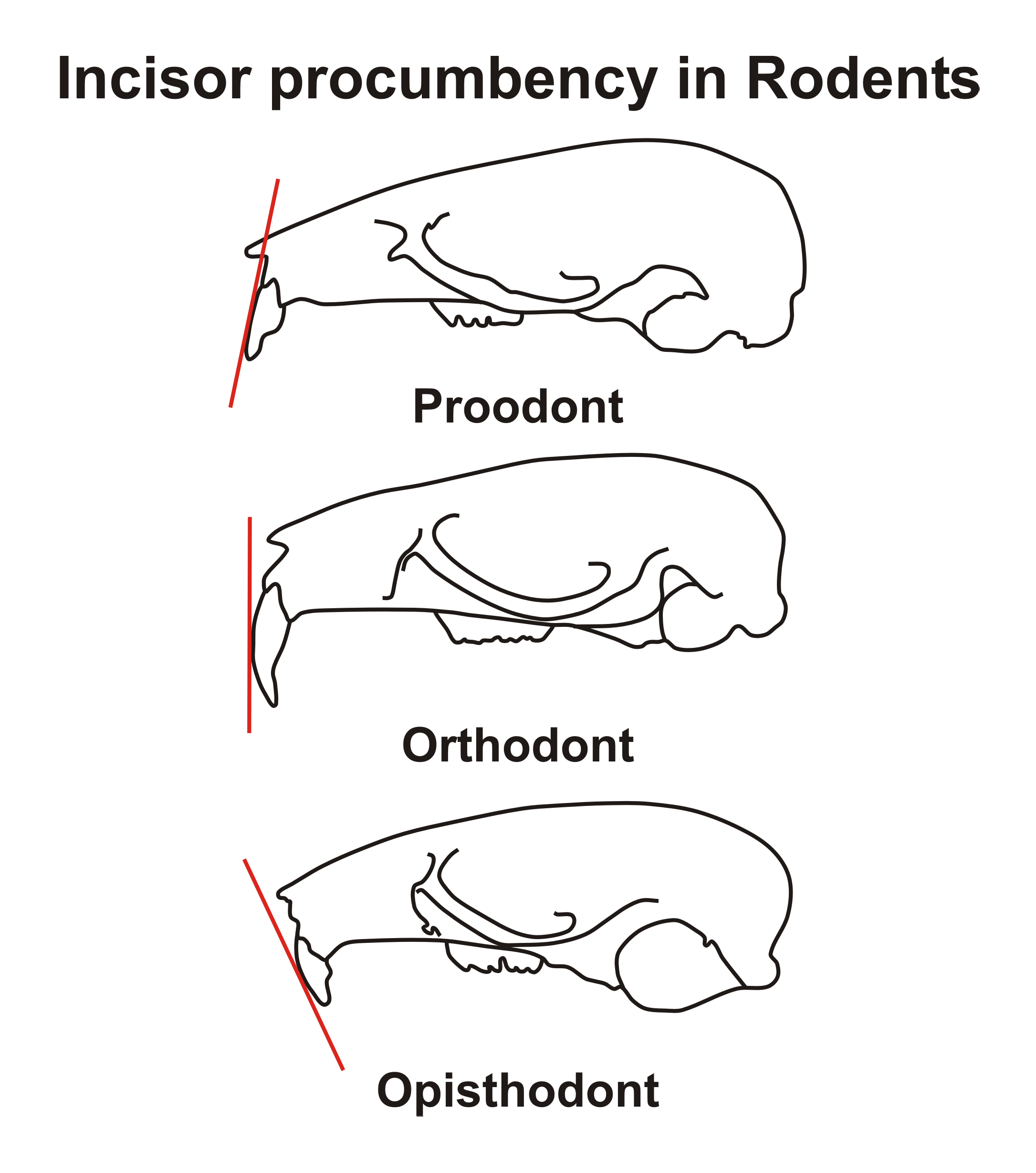
Fig.1

### Aspetto
La pelliccia è soffice e densa, le parti dorsali variano dal bruno-grigiastro al marrone scuro, mentre quelle inferiori sono generalmente più chiare. Il muso è appuntito, gli occhi e le orecchie sono relativamente piccoli. Le piante dei piedi presentano sei cuscinetti carnosi. La coda è lunga più o meno come la testa ed il corpo, è uniformemente scura con la parte terminale bianca. Le femmine hanno due paia di mammelle inguinali, eccetto in P.patriciae dove è presente soltanto un paio.

## Distribuzione
Sono roditori terricoli diffusi in Nuova Guinea.

## Tassonomia
Il genere comprende 12 specie:
- Sono presenti due molari su ogni semi-arcata.
  - P. murinus species Group - Gli incisivi superiori sono ortodonti od opistodonti. I molari sono grandi.
    - Pseudohydromys berniceae
    - Pseudohydromys murinus
    - Pseudohydromys eleanorae

  - Pseudohydromys patriciae - Gli incisivi superiori sono ortodonti od opistodonti. I molari sono di dimensioni normali.
  - P.occidentalis species Group - Gli incisivi superiori sono ortodonti o protodonti. I molari sono piccoli.
    - Pseudohydromys musseri
    - Pseudohydromys occidentalis
    - Pseudohydromys sandrae

  - Pseudohydromys fuscus  - Gli incisivi superiori sono ortodonti o protodonti. I molari sono estremamente ridotti.
- È presente un solo molare su ogni semi-arcata.
  - P.ellermani species Group
    - Pseudohydromys carlae
    - Pseudohydromys ellermani
    - Pseudohydromys germani
    - Pseudohydromys pumehanae